# Pic olive
Dendropicos griseocephalus
Espèce
Statut de conservation UICN

 LC  : Préoccupation mineure
Synonymes
- Mesopicos griseocephalus

Le Pic olive (Dendropicos griseocephalus) est une espèce d'oiseau de la famille des Picidae. 

## Répartition
Son aire de répartition s'étend sur l'Ouganda, la République démocratique du Congo, le Burundi, le Rwanda, la Tanzanie, le Malawi, la Zambie, le Zimbabwe, le Mozambique, le Swaziland, l'Afrique du Sud, la Namibie et l'Angola.

## Sous-espèces
Cet oiseau est représenté par 3 sous-espèces :
- Dendropicos griseocephalus griseocephalus (Boddaert, 1783) ;
- Dendropicos griseocephalus kilimensis (Neumann, 1926) ;
- Dendropicos griseocephalus ruwenzori (Sharpe, 1902).